# Carlo Hintermann (regista)
Carlo Hintermann (1974) è un regista, sceneggiatore, direttore della fotografia e tecnico del suono italiano.
Come regista, sceneggiatore e direttore della fotografia ha firmato con altri autori il documentario del 2002 Rosy-Fingered Dawn - Un film su Terrence Malick.

## Biografia
Dopo essersi occupato di musica, ha studiato storia e critica del cinema presso l'Università degli Studi di Roma "La Sapienza". Ha conseguito il diploma in regia cinematografica alla New York Film Academy. 
Ha realizzato i suoi primi cortometraggio a iniziare dal 1996. Uno di questi lavori, Les deux cent mille situations dramatiques, è stato selezionato per la Biennale di Venezia, edizione 1999.
Ha fondato nel 2001 con Luciano Barcaroli, Gerardo Panichi e Daniele Villa la casa di produzione Citrullo International, produttrice del film per il quale Hintermann è maggiormente conosciuto: Rosy-Fingered Dawn - Un film su Terrence Malick, girato nel 2002 e selezionato per la Mostra del Cinema di Venezia.
Il documentario Chatzer - Volti e storie di ebrei a Venezia, del 2004, viene presentato in concorso nella sezione Doc2004 al XXII Torino Film Festival.
Hintermann ha lavorato come aiuto regista per Krzysztof Zanussi alla TOR Production di Varsavia. È stato operatore alla steadycam e tecnico del suono dell'emittente televisiva TMC.
Nel 2020 gira il suo primo lungometraggio di finzione, The Book of Vision, prodotto da Terrence Malick, film per il quale è stato candidato al Nastro d'argento al miglior regista esordiente.

## Filmografia
- Lovers - cortometraggio (1996)
- Synagogue - cortometraggio (1996)
- Les deux cent mille situations dramatiques - cortometraggio (1997)
- Otar Ioseliani: il mondo visto da lontano - documentario (1999)
- Rosy-Fingered Dawn - Un film su Terrence Malick, co-diretto con Luciano Barcaroli, Gerardo Panichi, Daniele Villa - documentario (2002)
- Chatzer - Volti e storie di ebrei a Venezia - documentario (2004)
- H2O, co-diretto con Luciano Barcaroli, Gerardo Panichi, Daniele Villa - cortometraggio (2006)
- The Dark Side of the Sun, co-diretto con Lorenzo Ceccotti - documentario (2011)
- The Book of Vision (2020)

## Riconoscimenti
- 2021 - Nastro d'argento
  - Candidatura a miglior regista esordiente - The Book of Vision